# Famille du Donjon
La famille du Donjon est une importante famille commerçante rouennaise du XIIe siècle.

## Historique
Le négoce est à l'origine de la richesse de la famille et sont qualifiés de « mercatores Rothomagenses ». Le donjon, premier château ducal, qui a appartenu après la famille ducale au chambellan de Normandie, est entré en possession de la famille du Donjon.
La famille est liée à celle de la Vicomtesse Emma. Vers 1185, Geoffroi, fils de la vicomtesse cède à Nicolas, fils de Luc du Donjon, son filleul, la terre de Franqueville tenue en fief de l'abbé de Saint-Ouen en échange d'une livre de poivre par an et d'un besant d'or. Cet accord est passé en présence de l'abbé Samson de Saint-Ouen et de nombreux membres de la Commune de Rouen.
La famille disparaît au cours du XIIIe siècle.

## Possessions
En mars 1231, Laurent du Donjon vend pour 1 000 livres tournois à Robert du Châtel un tènement de pierre et de bois appelé « Le Donjon » avec tours et jardins, un vivier et des appartements.

## Membres notables
- Luc(as) du Donjon, maire de Rouen en 1189 et 1194.
- Laurent du Donjon. Homme de confiance de Jean sans Terre, il est qualifié de vicomte de Rouen. Il afferme à ce titre les revenus ducaux. Il fournit en vivre les garnisons de Normandie et prête de l'argent au duc-roi. Il sert d'intermédiaire entre l'Échiquier anglais et la ville de Rouen pour le transfert des fonds nécessaires à la fortification de la ville. Il se voit confier en 1203 les revenus de la vente de charbon et de bois dans la ville de Rouen[1]. Après 1204, des sauf-conduits lui sont accordés par le roi Jean pour aller et venir en sécurité en Angleterre avec ses marchandises, notamment du vin. Il bénéficie des mêmes avantages sous Henri III tout comme son fils Nicolas.

## Pour approfondir